# 滕昭公
滕昭公，姓姬，名毛伯，或名元，滕宣公之孫，為春秋諸侯國滕国君主之一，是滕國第20任君主。
魯文公十二年（前615年）秋，滕昭公朝魯。
魯宣公九年（前600年）八月，滕昭公去世，由其子滕文公即位。